# ميو تساكتاش
ميو تساكتاش (8 مايو 1992 في سبليت في كرواتيا - ) هو لاعب كرة قدم كرواتي، يلعب كصانع ألعاب لعب سابقاً في نادي ضمك السعودي.

## روابط خارجية
- ميو تساكتاش على موقع الاتحاد الأوربي (الإنجليزية)
- ميو تساكتاش على موقع اتحاد كرواتيا (الكرواتية)
- ميو تساكتاش على موقع قاعدة بيانات كرة القدم.إي يو (الإنجليزية)
- ميو تساكتاش على موقع ناشيونال فوتبول تيمز (الإنجليزية)
- ميو تساكتاش على موقع Soccerbase.com (لاعب) (الإنجليزية)
- ميو تساكتاش على موقع Soccerway.com (الإنجليزية)
- ميو تساكتاش على موقع عالم كرة القدم.نت (الإنجليزية)